# Oficina de Administración y Presupuesto
La Oficina de Administración y Presupuesto (en inglés: Office of Management and Budget; OMB) es una oficina del Gabinete de los Estados Unidos, y la oficina más grande de la Oficina Ejecutiva del Presidente de los Estados Unidos (EOP). La función más destacada de OMB es producir el presupuesto del presidente, pero también mide la calidad de los programas gubernamentales, las políticas y los procedimientos de las agencias del Gobierno, observando si se cumplen con las políticas esgrimidas por el presidente y coordinar las iniciativas de políticas interinstitucionales.
Russell Vought es el actual director de OMB desde febrero de 2025, por designación del presidente de los Estados Unidos, Donald Trump.